# Перша англо-афганська війна
Перша англо-афганська війна — війна між Великою Британією та Еміратом Афганістан 1839—1842 років.

## Причини
Поступальний, упродовж перших трьох чвертей XIX століття, рух Російської імперії на Кавказ і Туркестан змусив Велику Британію звернути увагу на Емірат Афганістан, на той час ще відокремлений від її індійських володінь широкою територією сикхських і синдських володінь. По мірі наближення російських володінь до кордонів Афганістану, військове значення Туреччини й Персії поступово падало в очах британців і замість цього ставало важливим значення Афганістану, який став єдиним бар'єром, що відокремлював російські володіння від меж Індії. Звідси — думки про підкорення Афганістану, чи, принаймні, про міцний з ним союз стали обов'язковим елементом усіх міркувань британців щодо оборони їхніх індійських володінь.
Але причиною, що змусила Велику Британію вже у 1808 році вступити у відносини з Афганістаном, була не експансія Росії на південь, а плани Наполеона з захоплення британської Індії. У 1807 році було підписано франко-іранський союз, який дозволяв Франції провести через Іран свої війська з метою захоплення Індії, тому Ост-Індській компанії довелось вживати заходів у відповідь. Оскільки Афганістан був північним порталом до Індії, було вирішено відправити туди посольство.
Посольство Ельфінстона, відправлене до Кабула у 1808 році для встановлення дружніх відносин із Шуджею-Шахом, вперше дало британцям деякі певні відомості про Афганістан, який до тієї пори був для них зовсім не відомим. Однак, відносини, що вдало зав'язались, внаслідок різних обставин не підтримувались упродовж наступних 30 років, до самого 1838 року, коли особливі обставини спонукали Велику Британію знову звернути увагу на це місце у центральній Азії. Перші 30 років 19 століття в історії Афганістану були переповнені внутрішніми суперечностями, що виражались, головним чином, у боротьбі двох головних гілок династії Дуррані — Садозаїв (Шуджа-Шах і його нащадки) та Баракзаїв (Дост-Мухаммед). До 1830-их років перевага виявилась на боці Дост-Мухаммеда, який, залишаючись правителем Кабулу й Газні, роздав провінції своїм братам і синам. Лише Герат ще залишався під владою Камрана, племінника Шуджі-Шаха, останній жив в Індії, отримуючи від британців невелику субсидію. Розбрат настільки послабив Афганістан, що сусіди почали зазіхати на деякі частини його території. Зі сходу почали загрожувати Пешавару сикхи, із заходу претендували на Герат перси. Положення Дост-Мухаммеда ставало важким, але ще більше погіршилось, коли Шуджа-Шах, якого спонукали британці, уклав у 1833 році союз із сикхами і вторгся в Сінд, маючи намір потім йти на Кандагар і Кабул. Вважаючи свої сили для боротьби з ним недостатніми, Дост-Мухаммед відрядив у 1834 році посольство до Росії з проханням про допомогу. Посланець еміра Хусейн Алі-хан дістався Оренбурга тільки у 1836 році, де через військового губернатора Перовського, вступив до перемовин з російським урядом. Результатом цих відносин стало відрядження у 1837 році до Афганістану поручика Віткевича, який служив при Перовському. Прибуття у грудні того ж року в Кабул Віткевича, що виявило перемовини, які почались між Росією та Афганістаном, а також рух перських військ на Герат, здійснений під впливом російської дипломатії в Тегерані, стали достатнім для Великої Британії приводом для того, щоб оголосити війну Дост-Мухаммеду.
1 жовтня 1838 року Джордж Іден виголосив маніфест, що містив оголошення війни й мотивування прийнятого британцями рішення.

## Підготовка британського наступу

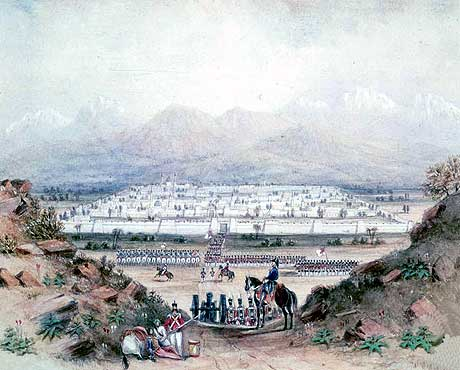
Індійська армія вступає у Кандагар

Ще у серпні 1838 року військові частини, призначені для походу, були попереджені про це, а 13 вересня наказом головнокомандувача індійською армією генерала Фейна було визначено склад експедиційного загону. Пунктом зосередження було призначено Курнол. Загін складався з п'яти піхотних бригад (15 полків), однієї артилерійської (5 батарей), та однієї кавалерійської (3 кінних полки). Піхотні бригади були зведені у дві дивізії під командуванням генералів Коттона й Дункана. Окрім цього загону, що називався Бенгальською армією і збирався під особистим началом головнокомандувача, у Бомбеї формувався інший загін у складі трьох бригад, піхотної (3 полки), артилерійської та кавалерійської під командуванням генерала Кіна (командувача Бомбейською армією). Війська, набрані Шуджею-Шахом, мали близько 6 тисяч чоловік. Вони мали разом із Бенгальською армією переправитись через Інд дорогою на Шикарпур і звідти йти на Кандагар і Кабул. Нарешті, з Пешавара на Кабул мали вирушити сикхські полки Ранджит Сингха і невеликий загін індо-британських військ, разом близько 10 тисяч чоловік під командою сина Шуджі-Шаха, Теймура Мірзи й під керівництвом британського капітана Вада. Між тим, поки війська зосереджувались, обставини в Афганістані сильно змінились: перси, які у цей час тримали в облозі Герат, не змогли його взяти, й на початку вересня 1838 були змушені піти. Віткевича вже не було в Кабулі, Дост-Мухаммед залишався безпомічним. З відступом персів від Герата, звичайно, зникав усілякий привід до походу в Афганістан, але тодішній віце-король індії лорд Окленд наполіг на здійсненні прийнятого рішення. Однак, склад експедиційного загону все ж було зменшено до 21 тисячі чоловік, в тому числі бенгальських військ — 9,5 тисяч чоловік, які зосередились на початку грудня біля Фіроспура (одна дивізія генерала Коттона, що складалась із 3 піхотних бригад). Об'єднані сили бенгальських і бомбейських військ отримали назву «Індської армії», командування якою було доручено генералу Кіну. Кількість обозних, які супроводжували війська, була надмірно великою й сильно ускладнювала їхній рух; так, за ба бенгальським контингентом прямував обоз із 30 тисяч в'ючних верблюдів з 38 тисячами обозної прислуги. Бенгальські війська мали прямувати з Фіроспура на південний захід, через Багавальпур і потім через Синд до берегів Інду; переправа через річку поблизу Суккура. Звідси війська мали вирушити на північний захід через Шикарпур і Баг, до початку Боланського проходу, потім через прохід до Кветти, та звідси через Коджакський перевал на Кандагар.
Сили, які мав на той час Афганістан, були досить незначними. Дост-Мухаммед утримував 2,5 тисячі чоловік піхоти, озброєних трутовими крупнокаліберними рушницями, 12-13 тисяч вершників і близько 45 гармат. Найкращим родом військ була кавалерія. Окрім цього «регулярного» війська, було ополчення, яке за сприятливих умов могло дати кілька десятків тисяч ненавчених, недисциплінованих і погано озброєних солдат.

## Похід на Кабул

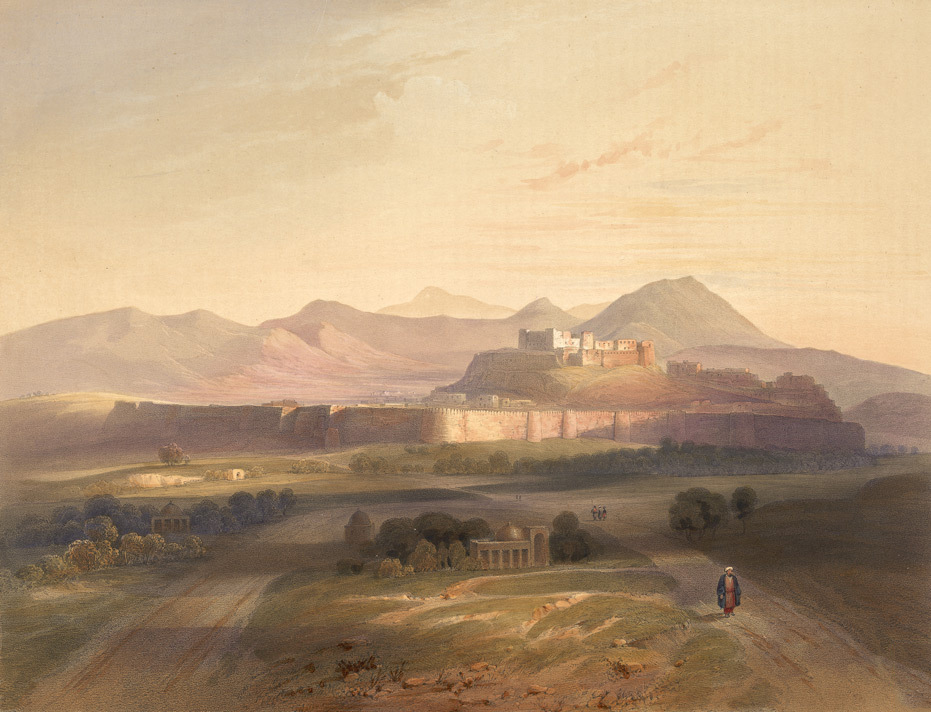
Місто Газні у 1839 році

Індська армія до квітня 1839 року зосередилась поблизу Кветти й потім продовжувала рух на Кандагар і Газні, не зустрічаючи ніде опору з боку афганців. Війська відчували нестачу продовольства, а також транспортних засобів внаслідок сильного мору обозних тварин. Близько 20 тисяч голів загинуло тільки дорогою до Кандагара. У Кандагар індо-британські війська вступили без бою 25 квітня. Подальший їхній шлях лежав на Газні. Це місто оборонялось гарнізоном під началом Гейдар-хана, сина Дост-Мухаммеда. Через небажання афганців здаватись британцям міною підірвали стіну фортеці й пішли на штурм. Гарнізон бився до останньої можливості. Близько 1000 чоловік його загинуло в бою, 1600 було узято в полон, в тому числі й сам Гейдар-хан. Британцям перемога коштувала всього 17 убитих і 165 поранених, в тому числі 18 офіцерів. Однак, попри значну перевагу ворожих сил, Дост-Мухаммед не опускав рук. Покладаючись на силу спротиву фортеці Газні, він вирішив свої найкращі війська під началом сина Акбар-хана кинути спочатку на Пешавар, куди у квітні почали стягуватись сикхські війська Ранджит Сінгха, розбити їх і вже потім усіма силами накинутись на Індську армію. Однак, швидке падіння Газні зруйнувало плани еміра. Дост-Мухаммед змінив свій намір та вирішив із загоном військ, силою близько 6000 чоловік, виступити з Кабула назустріч Індської армії, й на берегах Кабулдар'ї дати їй бій. Він дійшов зі своїми військами до с. Арганди, де у загоні виявились такі тривожні ознаки розладу і зради, що на успіх битви не залишалось жодної надії. Тоді Дост-Мухаммед дозволив (2 серпня) своїм військам підкоритись Шуджі-Шаху, а сам з невеликою кількістю прибічників (350 чоловік) відступив на Баміан. Про втечу еміра стало відомо у британському таборі вже наступного дня, за ним було вислано погоню, але він встиг минути проходи Гіндукуша й дістатись Афганського Туркестану. 7 серпня Шуджа-Шах урочисто вступив до Кабула, а тижні за три сюди ж прибув сикхський загін Теймура-мірзи, який через смерть Ранджит-Сінгха у червні 1839 року тільки наприкінці липня вступив у Хайберський прохід, та після нетривалої сутички поблизу Алі-Меджида, вирушив на Кабул, не зустрічаючи дорогою жодного спротиву.

## Початок повстань
Таким чином Шуджа-Шах був посаджений на престол й за духом декларації 1 жовтня 1838 року війська мали повертатись до Індії. Але через сумнівний стан справ, було вирішено повернути додому тільки половину Індської армії, а інші війська мали залишатись в Афганістані під командуванням генерала Коттона. У вересні з Кабула пішла вся бомбейська дивізія, прямуючи через Боланський прохід. У жовтні пішла частина Бенгальського загону, прямуючи через Пешавар. В Афганістані залишились: 7 тисяч чоловік британо-індійських військ, 13 тисяч чоловік Шуджі-Шаха (утримувались за рахунок Ост-Індської компанії) і 5 тисяч сикхського контингенту. Головна частка цих військ залишалась у Кабулі, значна їх кількість була у Джелалабаді, а невеликі загони були розташовані в Кандагарі, Газні й Баміані. Спочатку все складалось добре. Приплив до країни грошей пожвавив економіку й посилив торгово-промислову діяльність, але потім подорожчання предметів першої необхідності, постійне втручання іноземців до внутрішніх справ країни, систематичні образи з їхнього боку на адресу релігійних та родинних почуттів й інші причини спричинили загальне невдоволення. Назріваючи поступово, воно почало виявлятись невдовзі окремими повстаннями у різних частинах Афганістану. Гільзаї, які немало турбували Індську армію на її шляху від Кандагара до Газні, не визнавали влади Шуджі-Шаха і продовжували перешкоджати сполученню між Кабулом і Газні. Їх приборкали, проте ненадовго, у вересні 1839 року експедицією майора Утрама. Навесні наступного року гільзаї підбурили повстання з ширшим розмахом, причому відряджені проти них війська генерала Нота з великими труднощами привели їх до покори. Восени 1839 року повстали хайберці. Навесні 1840 року відбулось повстання хазарійців (поблизу Баміана).

## Полон Дост-Мухаммеда
Між тим, Дост-Мухаммед, після свого нетривалого перебування в Хульмі, спробував шукати притулку у бухарського еміра Насрулли, але помилився у своїх розрахунках і повернувся назад у в Хульм. У цей самий час (середина 1840 року) британці, з метою впливу на узбецьких володарів Афганського Туркестану, висунули невеликий загін на північ від Баміана, до Байгака. Дост-Мухаммед скористався цими обставинами й умовив хульмського хана напасти на Байгак. 30 серпня було здійснено напад на британський пост, і загін, що його займав, був змушений відступити до Баміана. Дост-Мухаммед з узбецьким загоном переслідував британців, проте 18 вересня був розбитий туземними частинами генерала Денні. Втративши надію на сприяння узбеків, Дост-Мухаммед пішов у Кугістан (провінція на північ від Кабула) й підбурив там хвилювання. Проти повстанців з Кабула було вислано загін під началом генерала Селя. У Перванській долині (на північ від Чарикара) 2 листопада відбулась битва, в якій британці зазнали поразки. Наступного дня загін Селя відступив до Чарикара. Таким був стан справ, коли відбулась незрозуміла донині та нез'ясована істориками подія. Третього дня після Перванського бою Дост-Мухаммед прибув у Кабул й віддав себе у розпорядження британців. Невдача у Насрулли, слабкість узбеків, страх за свою голову, яку імовірно було непогано оцінено британцями, ось імовірні причини, що можуть слугувати розгадкою вчинку Дост-Мухаммеда. Емір був направлений на проживання до Індії.

## Повстання
З уходом Дост-Мухаммеда й після невдачі Хівінського походу Перовського, перебування британців в Афганістані втрачало свій сенс, чому Шуджа-Шах і нагадав їм про це. Однак, британці, ймовірно, не мали наміру йти, влаштовуючись у країні, закладаючи тут сади, будуючи будинки, виписуючи з Індії свої родини. Така поведінка іноземців ще більше налаштовувала проти них афганське населення. Гнів поступово зростав. Заколоти і хвилювання почали виникати між дуррані, гільзаями та іншими племенами Афганістану. Приборкання цих спалахів поглинало всю увагу британців, але чим далі, тим менш успішним воно ставало. Стан справ погрожував загальним повстанням, яке невдовзі й почалось. Приводом до нього послужило скорочення і навіть припинення грошових субсидій, що видавались вождям гільзаїв, кугістанців, кизилбашів та інших афганських племен. Шуджа-Шах на низку звернених до нього з цього приводу претензій, посилався на свавілля британців, натякнувши на бажання звільнитись від іноземців. Цього натяку було достатньо, щоб наприкінці вересня 1841 року відбулась змова з метою повернення втраченого й усунення панування іноземців. Британці, попереджені про змову, нічого не вживали. Почалась низка повстань.
Наприкінці вересня східні гільзаї зачинили у своїх горах всі проходи, що ведуть з Кабула в Джелалабадську область, перервавши сполучення британців з Індією. Приборкання гільзаїв було доручено генералу Селю, вже призначеному зі своєю бригадою до повернення в Індію через Пешавар. Він мав відновити порядок на гільзайських землях дорогою, під час свого руху на Джелалабад. 11 жовтня він вступив у Хурд-Кабульську ущелину та, побачивши дорогою безперервні бої із заколотниками, до 30 жовтня ледь дістався Гандамака, зазнавши значних втрат.
Одночасно спалахнуло повстання в Кугістані й на просторі між Кабулом і Кандагаром. Нарешті 2 листопада сталась різня у самому Кабулі та однією з перших жертв став британець Бернс, який стояв при Шуджі-Шаху як неофіційний радник. Два будинки, в яких розміщувалась британська місія були розграбовані, варти при них були вирізані, скарбниця (170 тисяч рупій) розграбована, вся прислуга перебита. І все це було скоєно у присутності 6 тисяч британських військ, що зачинились в укріпленому таборі на відстані півгодини дороги від повсталого міста. З боку генерала Ельфінстона, який командував у цей час військами під Кабулом не надійшло жодного розпорядження, жоден британський офіцер не з'явився своїм на допомогу!
Безкарність різні 2 листопада 1841 року стала в очах афганців свідченням слабкості британців, звістка про успіх повстання пронеслась усією країною, і натовпи газі звідусіль повалили до міста. Шуджа-Шах зачинився у кабульській цитаделі Бала-Гіссар й чекав результату подій. На чолі повстання стояли магометзаї, родичі Дост-Мухаммеда, які обрали еміром Мухаммед-Земан-хана, племінника Дост-Мухаммеда й колишнього правителя Джелалабадської області. У британських військ було віднято велику частину їхніх запасів провіанту й артилерійських боєприпасів. В Кударі обурені солдати Кугістанського полку самі перерізали своїх британських офіцерів. У Чарикарі полк гуркхів, узятий в облогу афганцями у своїх казармах, був змушений залишити їх через нестачу води й на шляху до Кабула був винищений. У Чейндабаді, між Кабулом і Газні, був вирізаний загоном Вудборна. Загін капітана Фірріза був узятий в облогу у Хайберських горах кількома тисячами афганців і ледве пробився до Пешавара.

## Відступ і знищення загону Ельфінстона

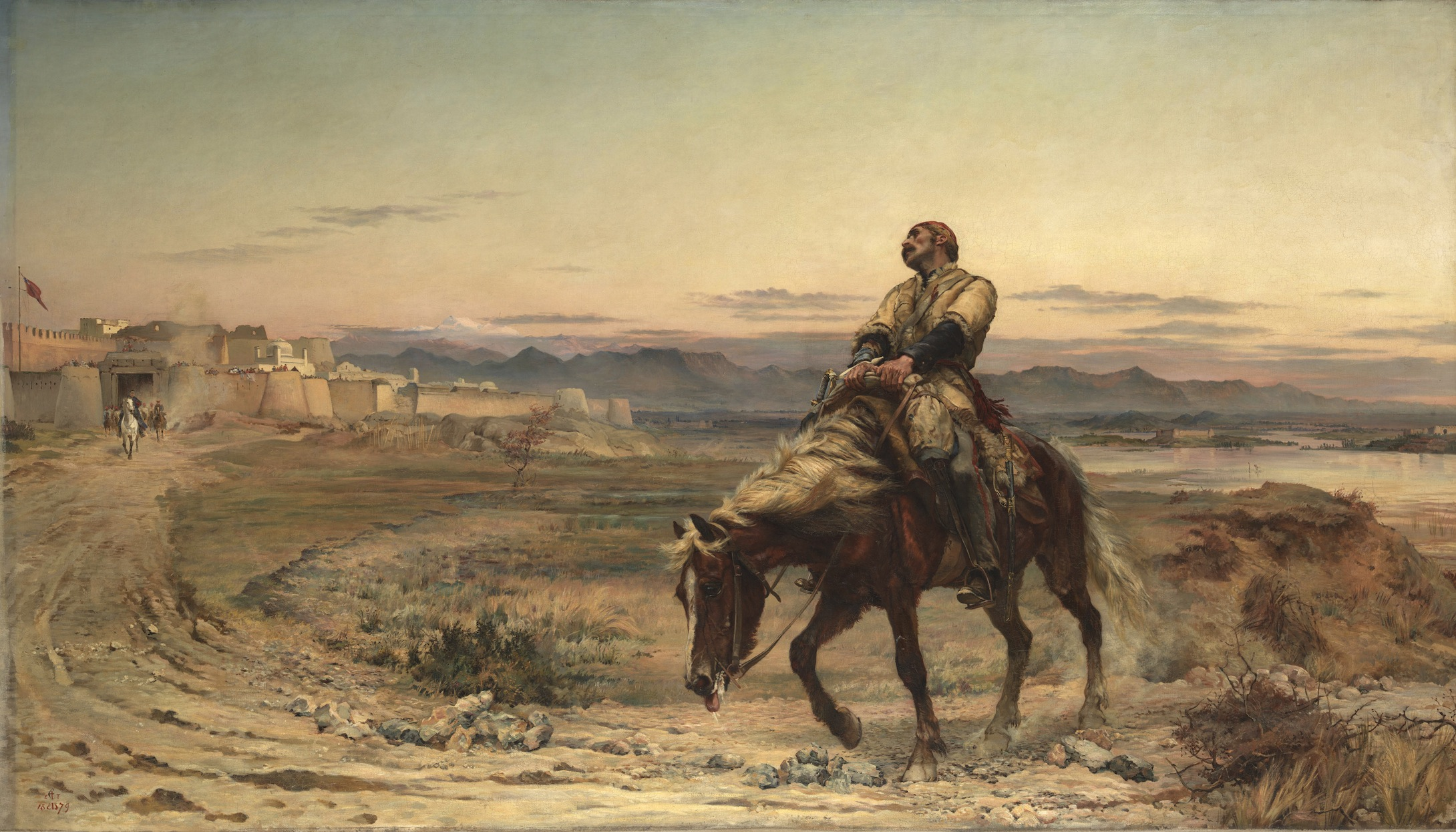
Рештки армії. Картина Елізабет Батлер

Слабкий та нерішучий Ельфінстон бачив порятунок тільки у відступі. Замість того, щоб вжити енергійних заходів, він став з афганцями до перемовин. Війська між тим були голодними та поступово цілковито деморалізувались. Перемовини тягнулись нескінченно. Британський представник Макнактен, запрошений на побачення з Акбар-ханом був зрадницьки вбитий 23 грудня. Його відрубану голову, насадивши на спис, пронесли вулицями міста, а спотворене тіло було виставлено на знущання на Кабульському базарі упродовж трьох діб. Зі смертю Макнактена, вожді повстання вирішили, що їхня угода не є чинною, й запропонували Ельфінстону нові, принизливіші умови. У перший день 1842 року угоду з афганцями було скріплено печатками 18-ти сердарів. На виконання цієї угоди британцями були здані афганцям: усі грошові суми, у кількості 1400000 рупій, вся артилерія, за винятком 9 гармат, багато різної вогнепальної та холодної зброї, всі снаряди, амуніція, усі хворі й тяжко поранені з двома лікарями при них та, нарешті, заручники числом 6 офіцерів. Обіцяний же угодою конвой з числа афганських військ призначено не було. Не отримавши обіцяного конвою, Ельфінстон наважився вирушити на власний страх і ризик та 6 січня британські війська кількістю 4,5 тисяч чоловік бойового складу, з нестройовими, жінками, дітьми й табірною прислугою, виступили з Кабула, прямуючи до Хурд-Кабульської ущелини. Ледве хвіст колони залишив табір, як почались напади афганців, гармати невдовзі відняли у британців і весь загін було перетворено на натовп, охоплений панікою. Неподалік від Джелалабада, де перебував зі своїм загоном генерал Сель, афганці довершили винищення загону Ельфінстона. Те, що врятувалось тут, загинуло далі від холоду, голоду і злиднів. З 16 тисяч чоловік, які виступили з-під Кабула, вціліла єдина людина, доктор Брайден, який 14 січня, поранений та цілковито виснажений голодом дістався Джелалабаду.

## Завершення війни
Доля інших британських загонів, що перебували в Афганістані була такою. Сель вдало тримався у Джелалабаді, відбиваючи та навіть розсіюючи натовпи афганців; також утримувався й генерал Нотт у Кандагарі. Обидва відмовились здати афганцям зайняті ними позиції, незважаючи на вказівки Ельфінстона, який виконував угоду 1 січня. У Келат-і-Гільзаї успішно тримався капітан Крегі. В Газні довго опирався полковник Памер, але повіривши афганцям, що вони його пропустять у Пешавар, здав цитадель (6 березня). Відбувся негайний напад на гарнізон, і його було цілком винищено, за винятком Памера й кількох офіцерів, взятих у полон. Сполучення між Індією та Кабулом були перервані ще у жовтні 1841 року. Коли в Калькутті були отримані звістки про кабульське повстання, через Пешавар була надіслана для підтримки кабульської армії бригада генерала Вільда, проте вона (січень 1842) не змогла пробитись через Хайберський прохід і була відкинута з великими втратами. Для порятунку решти афганських загонів Селя й Нотта були вжиті такі заходи: Поллко, який замінив Вильда, був посилений 4 піхотними полками, кавалерією та артилерією, а із Сінда була висунута на Кандагар бригада генерала Енглянда. Останнього наприкінці березня зустріли на Коджакському перевалі афганці й він відступив до Кветти. Полок вже у лютому був у Пешаварі, але він залишався тут упродовж двох місяців. Надалі, однак, дії британців були рішучішими та вдалими. Виступивши 3 квітня, Полок пройшов у кілька днів до Джелалабада, де і з'єднався з Селем. 10 травня, після невеликої справи на Коджакському перевалі, прибув у Кандагар і генерал Енглянд.
Після цього британські війська мали піти з Афганістану, або наступом вглиб країни відновити свій престиж та звільнити заручників і полонених. Новий віце-король схилявся до першого, громадська думка Великої Британії вголос вимагала другого. Нарешті, Ноту було наказано почати відступ з Афганістану, але окільним шляхом, через Газні—Кабул—Пешавар, Поллоку ж було запропоновано підтримати Нотта рухом на Кабул. Нотт виступив з Кандагара 7 серпня, Полок із Джелалабада — 20 серпня. Між тим, у Кабулі, з часу уходу Ельфінстона тривав розбрат, що значно послабило здатність афганців до спротиву. Полок і Нотт рухались на Кабул майже безперешкодно, легко розсіюючи неорганізований натовп афганців. 15 вересня до Кабула прибув Полок, а наступного дня і Нотт. Звідси ними були надіслані до різних частин країни невеликі каральні експедиції, а Кабул віддано військам на розграбування. Після майже місячного перебування під Кабулом, 12 жовтня британські загони виступили на Пешавар. Цей відступ був схожий на втечу. Загін Нота, який ішов позаду підлягав безперервним нападам афганців. В останніх числах грудня війська сягнули меж Індії. Тоді ж Дост-Мухаммед отримав дозвіл повернутись в Афганістан, де, зважаючи на смерть Шуджі-Шаха, невдовзі й посів престол. Так завершилась перша англо-афганська війна. Вона вартувала життів 18 тисяч чоловік, 25 мільйонів фунтів стерлінгів і сильно принизила політичне значення та військовий престиж британців у Середній Азії.